# Ctenotus tantillus
Ctenotus tantillus är en ödleart som beskrevs av  Storr 1975. Ctenotus tantillus ingår i släktet Ctenotus och familjen skinkar. Inga underarter finns listade i Catalogue of Life.